# 恰克拉西
恰克拉西（Chaklasi），是印度古吉拉特邦Kheda县的一个城镇。总人口36041（2001年）。

## 人口
该地2001年总人口36041人，其中男性18786人，女性17255人；0—6岁人口5005人，其中男2725人，女2280人；识字率65.69%，其中男性为77.24%，女性为53.10%。